# Kokoszewo
Kokoszewo (deutsch Gerthen) ist ein Ort in der polnischen Woiwodschaft Ermland-Masuren. Er gehört zur Gmina Bisztynek (Stadt- und Landgemeinde Bischofstein) im Powiat Bartoszycki (Kreis Bartenstein).

## Geographische Lage
Kokoszewo liegt in der nördlichen Mitte der Woiwodschaft Ermland-Masuren, 20 Kilometer westlich der früheren Kreisstadt Rößel (polnisch Reszel) bzw. 20 Kilometer südlich der heutigen Kreismetropole Bartoszyce (deutsch Bartenstein).

## Geschichte
Gründungsjahr des kleinen und seinerzeit Huhnfeld genannten Dorfes ist das Jahre 1345. 1785 war Gerten ein königliches Scharwerkdorf mit 20 Feuerstellen, 1820 ein königliches Bauerndorf mit 19 Feuerstellen bei 105 Einwohnern.
Als 1874 im ostpreußischen Kreis Rößel der Amtsbezirk Klackendorf (polnisch Troszkowo) gebildet wurde, wurde Gerthen ein Teil desselben.
Das Dorf Gerthen zählte im Jahre 1885 insgesamt 229 Einwohner. Ihre Zahl reduzierte sich bis 1910 auf 209 und belief sich – nach der 1928 erfolgten Eingemeindung des Nachbargutsbezirks Senkitten (polnisch Sękity) – im Jahre 1933 auf 217 und 1939 auf 202.
Im Zusammenhang der Überstellung des gesamten südlichen Ostpreußen an Polen in Kriegsfolge im Jahre 1945 erhielt Gerthen die polnische Namensform „Kokoszewo“. Heute ist der Ort in die Stadt- und Landgemeinde Bisztynek (Bischofstein) im Powiat Bartoszycki (Kreis Bartenstein) eingegliedert, von 1975 bis 1998 der Woiwodschaft Olsztyn, seither der Woiwodschaft Ermland-Masuren zugehörig.

## Kirche
Bis 1945 war Gerthen kirchlich nach Bischofstein orientiert: zur evangelischen Kirche der Stadt in der Kirchenprovinz Ostpreußen der Kirche der Altpreußischen Union bzw. zur dortigen römisch-katholischen Kirche im damaligen Bistum Ermland.
Heute gehört Kokoszewo weiterhin zur katholischen Pfarrei Bisztynek, die jetzt dem Erzbistum Ermland zugehört. Evangelischerseits gehört der Ort jetzt zur Kirche Bartoszyce, einer Filialkirche der Johanneskirche Kętrzyn (Rastenburg) in der Diözese Masuren der Evangelisch-Augsburgischen Kirche in Polen.

## Verkehr
Kokoszewo ist von Bisztynek an der polnischen Landesstraße 57 (einstige deutsche Reichsstraße 128) auf einer Nebenstraße in Richtung Prosity (Prossitten) und Franknowo (Frankenau) zu erreichen. Eine Bahnanbindung besteht nicht.